# 不经停航班
不经停航班（英語：non-stop flight）是指连接两地、航程中沒有任何形式经停的航班。远距离不经停航班一般采用大圆航线，有的航班会采用極地航線，这些不经停航班对于飞机的性能要求很高，诸如双发延程飞行等飞行标准逐渐发展。

## 与直飞航班的关系
两个机场间的不经停航班必然是直飞航班（direct flight），但是直飞航班可能是不经停航班，也可能包含经停站。包含经停的直飞航班会在中途某地降落，可能会上下乘客、装卸货物或补充燃油。例如，來往新加坡和紐約-紐華克的新加坡航空21/22号班机是为现时世界上飞行距离第二长的不经停航班，僅次於飛往紐約-甘迺迪的新加坡航空23/24号班机，作为对比，新加坡航空25/26号班机同样來往新加坡和紐華克，但是中途需经停法兰克福，这样的航班便是有经停的直飞航班。

## 历史
1967年至1968年间，阿根廷航空的时刻表显示有一个由波音707飞行的马德里—布宜诺斯艾利斯航班，向北飞行耗时12小时，向南飞行则耗时12小时30分钟。如果有证据显示这一航班中途没有经停站，那么它是1976年波音747SP开始投入使用前的最长的定期不经停航班。伊朗航空在购入波音747SP之后，用它提供往返德黑兰、纽约的定期不经停航班，其中向东飞行耗时11小时15分钟。虽然当时伊朗航空还计划开通德黑兰往返洛杉磯的不经停航班，不过由于1979年发生了伊朗伊斯蘭革命，该计划被迫搁浅。该航班如果开通，航程将达到12,222公里（7,595英里）。
1976年4月25日，泛美航空凭借其由纽约至东京、航程长达10,854公里（6,745英里）的不经停航班创造了新的记录。同年12月，该公司开通了另一个往返悉尼和舊金山、航程长达11,937公里（7,417英里）的航班。这两个航班均由波音747SP飞行。1983年，日本航空使用特殊规格波音747-200B开通东京—纽约不经停航班。
1988年5月，以色列开通了特拉维夫往返洛杉矶的不经停航班，航程12,189公里（7,574英里），耗时14小时41分钟。
1989年8月，澳洲航空使用波音747-400进行了一次悉尼、倫敦间长达18,001公里（11,185英里）的不经停航班飞行。然而，此次飞行只是一次交货飞行。后来，该纪录来被新加坡航空于2004年2月3日开通的新加坡至洛杉矶航班、6月24日开通的纽约航班打破。这两个航班保持着仍在运营航班的航程、飞行耗时两项纪录。香港至纽约地区（紐約、紐華克）的航班是多家航空公司同时经营的航班中，最长的不经停航班，每日飞行三班（此外还有一个航班经停溫哥華）而根据航班频率，洛杉矶和悉尼之间的长途不经停航班独占鳌头。另外，阿聯酋航空是开通超长途不经停航班最多的航空公司，它提供从其迪拜枢纽前往美国达拉斯、休斯顿、洛杉矶、旧金山、巴西聖保羅的航班服务。
2005年11月9日，被称为“环球客机（Worldliner）”的波音777-200LR，完成了世界上最长的不经停载客飞行。此次飞行从香港飞往伦敦，没有采取通常更短的西向航线，飞行距离达到了21,602公里（13,423英里），耗时22小时22分钟（地球圓周約四萬公里，這次飛行相當於飛了半個地球）。这次飞行由八名飞行技术人员执行，其中包括一名波音公司的首席女性试飞员。虽然这种客机通常可以搭载301人，在此次测试飞行中仅搭载了27名乘客，包括波音公司的官员、工程师、通用电气公司代表以及一些媒体记者。
2006年3月25日，英国航空公司使用一架波音777-200ER为付费乘客提供最长的商业直飞航班，由英国首相托尼·布莱尔及其随行人员和记者租下使用。从布鲁塞尔出发，不经停直飞以确保他们准时出席在墨尔本举行的2006年英聯邦運動會闭幕式。航程长达17157公里，耗时18小时45分钟。机上有20名机组人员，以方便驾驶舱和客舱机组人员在飞行期间正常轮值。
2020年3月15日，大溪地航空原有的大溪地—洛杉磯—巴黎經停航班因應新型冠狀病毒肺炎事件而取消中停洛杉磯而直接前往巴黎，該不經停載客航班TN064使用波音787-9執飛，航程達15,715公里（9,765英里），耗时15小时45分钟，成為有紀錄以來最長距離不停站的內陸機航班。翌日航班一度中停溫哥華，現時中停法屬海外領地瓜地洛普。
2021年3月28日，一架逸华航空（注册号P4-787）的波音787-8，创造了付费乘客最长商业直飞的新纪录。它在几乎為對蹠點的首爾-仁川和布宜諾斯艾利斯之间执飞了一次的包机（不定期）直飞航班。该航班于3月28日首尔当地时间12:47起飞，在20小时19分钟的飞行后，于3月28日布宜诺斯艾利斯当地时间21:26抵达，总共飞行了19,483公里（12,106英里）。
但是上述飞行并非有史以来耗时最长的飞行。1939年，有人耗时22小时56分钟，驾驶一架往复式活塞发动机驱动的Fw 200偵察機从柏林不经停飞抵纽约。此外，環球航空的一架洛克希德公司的洛克希德L-1649星際飛機飞机于1956年10月1日、2日间经北極航線完成了伦敦到旧金山的首航，耗时24小时19分钟。该L-1649A飞机是洛克希德公司星座（Constellation）系列的最后一款，具有极佳的引擎性能和续航能力。1943年至1945年间，澳洲航空曾经营了一个西澳大利亚到斯里兰卡的追日航班，耗时约28到33小时，使用洛克希德公司的PBY卡特琳娜水上飛機（PBY Catalina）。

## 洲際最长航班（大圓距離）
| 大洲   | 亞洲                                         | 美洲                                      | 歐洲                                         | 大洋洲                               | 非洲                                     |
| ------ | -------------------------------------------- | ----------------------------------------- | -------------------------------------------- | ------------------------------------ | ---------------------------------------- |
| 亞洲   | 不適用                                       | 新加坡— 紐約-甘迺迪 新加坡航空 15,348公里 | 雅加達— 阿姆斯特丹 嘉鲁达印尼航空 11,353公里 | 多哈— 奧克蘭 卡塔尔航空 14,535公里   | 深圳— 約翰內斯堡 中国国际航空 10,678公里 |
| 美洲   | 紐約-甘迺迪— 新加坡 新加坡航空 15,348公里    | 不適用                                    | 聖地亞哥— 巴黎 法國航空 11,632公里           | 达拉斯— 墨爾本 澳洲航空 14,472公里   | 亚特兰大— 約翰內斯堡 達美航空 13,581公里 |
| 歐洲   | 阿姆斯特丹— 雅加達 嘉鲁达印尼航空 11,353公里 | 巴黎— 聖地亞哥 法國航空 11,632公里        | 不適用                                       | 倫敦— 珀斯 澳洲航空 14,499公里       | 倫敦— 开普敦 英國航空 9,648公里          |
| 大洋洲 | 奧克蘭— 多哈 卡塔尔航空 14,535公里           | 墨爾本— 达拉斯 澳洲航空 14,472公里        | 珀斯— 倫敦 澳洲航空 14,499公里               | 不適用                               | 悉尼— 約翰內斯堡 澳洲航空 11,044公里     |
| 非洲   | 約翰內斯堡— 深圳 中国国际航空 10,678公里     | 約翰內斯堡— 亚特兰大 達美航空 13,581公里  | 开普敦— 倫敦 英國航空 9,648公里              | 約翰內斯堡— 悉尼 澳洲航空 11,044公里 | 不適用                                   |

## 最长航班

### 目前最长的不经停航班列表
下表按大圆距离列出了世界上最长的直飞定期客运航线。但是，由于各种原因，实际飞行距离可能会比大圆距离长，例如避免恶劣天气、利用高空的有利顺风、绕行封闭空域以及在战区空域周围改道。
| 排名 | 起飛          | 抵達            | 航空公司       | 航班              | 距離                           | 飛行時間     | 機型                                 | 首航日期       |
| ---- | ------------- | --------------- | -------------- | ----------------- | ------------------------------ | ------------ | ------------------------------------ | -------------- |
| 1    | 紐約-甘迺迪   | 新加坡          | 新加坡航空     | SQ23              | 15,348公里 9,537英里 8,287海里 | 18小時50分鐘 | 空中客车A350-900ULR                  | 2020年11月9日  |
| 2    | 紐約-紐華克   | 新加坡          | 新加坡航空     | SQ21              | 15,344公里 9,534英里 8,285海里 | 18小時45分鐘 | 空中客车A350-900ULR                  | 2022年3月27日  |
| 3    | 奧克蘭        | 杜哈            | 卡塔尔航空     | QR921             | 14,535公里 9,032英里 7,848海里 | 17小時15分鐘 | 空中客车A350-1000                    | 2017年2月6日   |
| 4    | 珀斯          | 倫敦-希思羅     | 澳洲航空       | QF9               | 14,499公里 9,009英里 7,829海里 | 17小時25分鐘 | 波音787-9                            | 2018年3月24日  |
| 5    | 达拉斯/沃思堡 | 墨爾本          | 澳洲航空       | QF22              | 14,472公里 8,992英里 7,814海里 | 17小時35分鐘 | 波音787-9                            | 2022年12月3日  |
| 6    | 紐約-甘迺迪   | 奧克蘭          | 新西蘭航空     | NZ1               | 14,207公里 8,828英里 7,671海里 | 17小時35分鐘 | 波音787-9                            | 2022年9月17日  |
| 6    | 紐約-甘迺迪   | 奧克蘭          | 澳洲航空       | QF4               | 14,207公里 8,828英里 7,671海里 | 17小時30分鐘 | 波音787-9                            | 2023年6月14日  |
| 7    | 奧克蘭        | 迪拜            | 阿聯酋航空     | EK449             | 14,200公里 8,823英里 7,667海里 | 17小時25分鐘 | 空中客车A380-800                     | 2016年3月2日   |
| 8    | 深圳          | 墨西哥城        | 中国南方航空   | CZ8031            | 14,147公里 8,791英里 7,639海里 | 16小時       | 空中客车A350-900                     | 2024年5月11日  |
| 9    | 洛杉磯        | 新加坡          | 新加坡航空     | SQ35 SQ37         | 14,114公里 8,770英里 7,621海里 | 17小時50分鐘 | 空中客车A350-900                     | 2018年11月2日  |
| 10   | 舊金山        | 班加罗尔        | 印度航空       | AI176             | 14,004公里 8,702英里 7,562海里 | 17小時55分鐘 | 波音777-200LR                        | 2022年12月2日  |
| 11   | 达拉斯/沃思堡 | 悉尼            | 澳洲航空       | QF8               | 13,804公里 8,577英里 7,454海里 | 17小時20分鐘 | 波音787-9                            | 2014年9月29日  |
| 12   | 紐約-甘迺迪   | 马尼拉          | 菲律賓航空     | PR127             | 13,712公里 8,520英里 7,404海里 | 17小時15分鐘 | 空中客车A350-900 波音777-300ER       | 2018年10月29日 |
| 13   | 舊金山        | 新加坡          | 聯合航空       | UA1 UA29          | 13,593公里 8,446英里 7,340海里 | 17小時35分鐘 | 波音787-9                            | 2016年6月1日   |
| 13   | 舊金山        | 新加坡          | 新加坡航空     | SQ31 SQ33         | 13,593公里 8,446英里 7,340海里 | 17小時35分鐘 | 空中客车A350-900 空中客车A350-900ULR | 2016年10月23日 |
| 14   | 約翰尼斯堡    | 亚特兰大        | 達美航空       | DL201             | 13,581公里 8,439英里 7,333海里 | 16小時20分鐘 | 空中客车A350-900                     | 2021年8月1日   |
| 15   | 舊金山        | 孟买            | 印度航空       | AI180             | 13,529公里 8,407英里 7,305海里 | 17小時25分鐘 | 波音777-200LR                        | 2022年12月15日 |
| 16   | 迪拜          | 洛杉磯          | 阿聯酋航空     | EK215             | 13,420公里 8,339英里 7,246海里 | 16小時20分鐘 | 空中客车A380-800                     | 2008年10月26日 |
| 17   | 吉达          | 洛杉磯          | 沙特阿拉伯航空 | SV41              | 13,409公里 8,332英里 7,240海里 | 16小時25分鐘 | 波音777-300ER                        | 2014年3月31日  |
| 18   | 杜哈          | 洛杉磯          | 卡塔尔航空     | QR739 QR741       | 13,367公里 8,306英里 7,218海里 | 16小時25分鐘 | 空中客车A350-1000                    | 2016年1月1日   |
| 19   | 珀斯          | 羅馬-菲烏米奇諾 | 澳洲航空       | QF5               | 13,354公里 8,298英里 7,211海里 | 16小時25分鐘 | 波音787-9                            | 2022年6月22日  |
| 20   | 多倫多        | 马尼拉          | 菲律賓航空     | PR119             | 13,230公里 8,221英里 7,144海里 | 16小時50分鐘 | 空中客车A350-900 波音777-300ER       | 2019年2月2日   |
| 21   | 迪拜          | 休士頓          | 阿聯酋航空     | EK211             | 13,144公里 8,167英里 7,097海里 | 16小時15分鐘 | 空中客车A380-800                     | 2007年12月3日  |
| 22   | 开普敦        | 亚特兰大        | 達美航空       | DL211             | 13,084公里 8,130英里 7,065海里 | 16小時5分鐘  | 空中客车A350-900                     | 2022年12月3日  |
| 23   | 迪拜          | 舊金山          | 阿聯酋航空     | EK225             | 13,041公里 8,103英里 7,042海里 | 16小時0分鐘  | 空中客车A380-800                     | 2008年12月15日 |
| 24   | 杜哈          | 舊金山          | 卡塔尔航空     | QR737             | 13,014公里 8,087英里 7,027海里 | 15小時45分鐘 | 空中客车A350-1000                    | 2020年12月15日 |
| 25   | 紐約-甘迺迪   | 香港            | 國泰航空       | CX831 CX841 CX843 | 12,990公里 8,072英里 7,014海里 | 16小時15分鐘 | 空中客车A350-900 空中客车A350-1000   | 2004年7月1日   |
| 26   | 西雅圖        | 新加坡          | 新加坡航空     | SQ27              | 12,988公里 8,070英里 7,013海里 | 16小時10分鐘 | 空中客车A350-900                     | 2022年6月2日   |
| 27   | 杜哈          | 休士頓          | 卡塔尔航空     | QR713             | 12,952公里 8,048英里 6,994海里 | 16小時15分鐘 | 空中客车A350-1000                    | 2009年3月31日  |
| 28   | 迪拜          | 达拉斯/沃思堡   | 阿聯酋航空     | EK221             | 12,940公里 8,041英里 6,987海里 | 16小時15分鐘 | 波音777-200LR                        | 2012年2月2日   |
| 29   | 紐約-甘迺迪   | 广州            | 中国南方航空   | CZ600             | 12,878公里 8,002英里 6,953海里 | 16小時       | 波音777-300ER                        | 2014年8月8日   |
| 30   | 約翰尼斯堡    | 紐約-紐華克     | 聯合航空       | UA187             | 12,858公里 7,989英里 6,943海里 | 15小時45分鐘 | 波音787-9                            | 2021年6月5日   |

### 已停飞
| 线路                   | 航空公司     | 班号  | 航程 公里、(英里)、[海里] | 预定耗时     | 机型                                                          | 末班时间 |
| ---------------------- | ------------ | ----- | ------------------------- | ------------ | ------------------------------------------------------------- | --- |
| 帕皮提至巴黎           | 大溪地航空   | TN64  | 15,715 (9,765) [8,485]    | 16小时20分钟 | 波音787-9                                                     | 2020年4月20日 因新冠病毒影响而取消中停洛杉磯而直接前往巴黎，仅执飞一天，次日改为经停温哥华                                                                      |
| 奥克兰至多哈           | 卡塔尔航空   | QR921 | 14,535 (9,032) [7,848]    | 18小时25分钟 | 波音777-200LR                                                 | 2020年4月19日 因新冠疫情而取消直飞改为经停阿德莱德 |
| 纽约至曼谷             | 泰國國際航空 | TG793 | 13,963 (8,676) [7,539]    | 17小时00分钟 | 空中客车A340-500 空中客车A340-600                             | 2008年7月1日 |
| 达尔文至伦敦           | 澳洲航空     | QF1   | 13,872 (8,620) [7,490]    | 17小时25分钟 | 空中客车A380-800 波音787-9                                    | 2022年6月18日 因应对新加坡的新冠疫情过境限制，从2021年11月开始改为经停达尔文。2022年6月19日重新改回经停新加坡运营，这也是空中客车A380首次在欧洲和大洋洲之间直飞 |
| 墨尔本至特拉维夫       | 以色列航空   | LY86  | 13,736 (8,535) [7,417]    | 17小时15分钟 | 波音787-9                                                     | 2020年4月2日 为接回滞留在澳大利亚和新西兰的以色列公民所执飞的航班                                                                                               |
| 孟买至亚特兰大         | 達美航空     | DL185 | 13,695 (8,510) [7,395]    | 17小时55分钟 | 波音777-200LR                                                 | 2009年10月23日 |
| 阿布扎比至洛杉矶       | 阿提哈德航空 | EY171 | 13,502 (8,390) [7,290]    | 16小时40分钟 | 波音777-200LR 波音777-300ER 空中客车A340-500                  | 2020年4月20日 |
| 达拉斯至布里斯班       | 澳洲航空     | QF8   | 13,363 (8,303) [7,215]    | 16小时05分钟 | 波音747-400ER                                                 | 2014年9月28日 现时飞往悉尼 |
| 洛杉矶至曼谷           | 泰國國際航空 | TG795 | 13,309 (8,270) [7,186]    | 17小时20分钟 | 空中客车A340-500 空中客车A340-600                             | 2012年4月30日 |
| 海得拉巴至芝加哥       | 印度航空     | AI107 | 13,301 (8,265) [7,182]    | 16小时45分钟 | 波音777-200LR                                                 | 2022年3月25日 |
| 温哥华至墨尔本         | 加拿大航空   | AC37  | 13,183 (8,192) [7,118]    | 16小时20分钟 | 波音787-9                                                     | 2020年3月27日 |
| 阿布扎比至旧金山       | 阿提哈德航空 | EY183 | 13,128 (8,158) [7,089]    | 16小时15分钟 | 波音777-200LR                                                 | 2017年10月28日 |
| 华盛顿至香港           | 國泰航空     | CX861 | 13,121 (8,153) [7,085]    | 15小时55分钟 | 空中客车A350-1000                                             | 2020年2月14日 |
| 达拉斯至香港           | 美國航空     | AA125 | 13,072 (8,123) [7,058]    | 17小时10分钟 | 波音777-300ER                                                 | 2020年7月13日 |
| 纽约肯尼迪至香港       | 聯合航空     | UA821 | 12,990 (8,072) [7,014]    | 15小时40分钟 | 波音747-400                                                   | 2001年8月30日 2001年4月1日开始飞航，当时为世界上最长的不经停商业航班。                                                                                          |
| 纽约纽瓦克至香港       | 聯合航空     | UA179 | 12,980 (8,065) [7,009]    | 16小时10分钟 | 波音777-200ER                                                 | 2020年2月3日 |
| 阿布扎比至達拉斯       | 阿提哈德航空 | EY161 | 12,962 (8,054) [6,999]    | 16小时20分钟 | 波音777-200LR                                                 | 2018年3月24日 |
| 上海至墨西哥城         | 墨西哥航空   | AM99  | 12,916 (8,026) [6,974]    | 15小时10分钟 | 波音787-8 波音787-9                                           | 2019年12月14日 |
| 约翰内斯堡至纽约肯尼迪 | 南非航空     | SA203 | 12,824 (7,968) [6,924]    | 16小时10分钟 | 空中客车A340-600 空中客车A350-900                             | 2020年3月19日 |
| 华盛顿至约翰内斯堡     | 南非航空     | SA208 | 12,813 (7,973) [6,929]    | 17小时00分钟 | 空中客车A340-600                                              | 2009年4月30日 |
| 底特律至香港           | 達美航空     | DL187 | 12,645 (7,857) [6,828]    | 15小时45分钟 | 波音777-200LR                                                 | 2012年8月30日 |
| 迪拜至布劳沃德县       | 阿聯酋航空   | EK213 | 12,594 (7,826) [6,800]    | 15小时50分钟 | 波音777-200LR                                                 | 2020年3月12日 现改为飞行迈阿密 |
| 芝加哥至香港启德       | 聯合航空     | UA895 | 12,534 (7,788) [6,768]    | 15小时50分钟 | 波音747-400                                                   | 1998年7月5日 |
| 纽约肯尼迪至福州       | 廈門航空     | MF850 | 12,505 (7,770) [6,752]    | 15小时30分钟 | 波音787-9                                                     | 2020年3月27日 |
| 亚特兰大至上海浦东     | 達美航空     | DL185 | 12,326 (7,659) [6,656]    | 15小时55分钟 | 波音777-200ER 波音777-200LR                                   | 2020年1月30日 |
| 迪拜至亚特兰大         | 達美航空     | DL7   | 12,230 (7,599) [6,604]    | 15小时45分钟 | 波音777-200LR                                                 | 2016年2月11日 |
| 阿布扎比至圣保罗       | 阿提哈德航空 | EY191 | 12,122 (7,532) [6,545]    | 15小时10分钟 | 波音777-200LR 波音777-300ER 空中客车A340-500 空中客车A340-600 | 2017年3月25日 |
| 明尼阿波利斯至香港     | 西北航空     | NW97  | 12,073 (7,501) [6,420]    | 15小时10分钟 | 波音747-400                                                   | 1998年8月28日 |
| 德里至芝加哥           | 美國航空     | AA293 | 12,044 (7,484) [6,503]    | 15小时55分钟 | 波音777-200ER                                                 | 2012年2月28日 |

## 未来的航班

### 确定执行的航班
已经确定以及将在近期内开通的定期或季节性超长不经停航班
| 始发        | 到达     | 航空公司 | 班号  | 航程 公里、(英里)、[海里] | 预定耗时     | 机型              | 首班时间       |
| ----------- | -------- | -------- | ----- | ------------------------- | ------------ | ----------------- | -------------- |
| 紐約-甘迺迪 | 奧克蘭   | 澳洲航空 | QF4   | 14,207 (8,828) [7,671]    | 17小时30分钟 | 波音787-9         | 2023年6月14日  |
| 舊金山      | 班加罗尔 | 聯合航空 | UA152 | 13,979 (8,686) [7,548]    | 17小时25分钟 | 波音787-9         | 2023年10月28日 |
| 香港        | 達拉斯   | 國泰航空 | CX898 | 13,072 (8,122) [7,058]    | 15小时       | 空中客车A350-1000 | 2025年4月24日  |

### 可能将会执行的航班
- 在2015年9月发布的一份报告中显示，邁亞密國際機場正在与長榮航空和中華航空进行谈判，计划在2018年之前开通直飞台北的不经停航班（13922公里）。[5]作为美国人口第三大州的佛罗里达与东亚之间一直没有直飞的客运航线，自2015年以来，该机场来自亚洲的游客持续上涨攀升，使得该机场一直在积极寻求机会能开通直飞东亚的航线。[6]2017年5月，该地区航空部门主管预测，此计划将在未来两年内实施落地。时间来到2020年11月，星宇航空提交了15条直飞北美的航线申请，其中就有台北—迈阿密航线的运营权。[7]2021年5月，星宇航空宣布将原计划2022年6月开通的跨太平洋航班推迟到2022年底或2023年初。[8][9]
- 2017年8月25日，澳洲航空宣布“日出计划”，目的是在2025年从澳大利亚东海岸（悉尼、墨尔本和布里斯班）直飞伦敦、巴黎、开普敦、里约热内卢和纽约，并向波音和空客发出挑战，希望他们能制造出可以不经停地飞往这些地方的飞机.[11]2019年10月20日，澳航使用波音787-9执行展示了一次从纽约到悉尼的航班。[12]这次飞行耗时19小时15分钟，机上共49人分别是机组和经过挑选的乘客。为了使直飞成为可能，必须通过限制乘客的数量以及货物重量来精确地控制飞机载重。两个月后，澳航执行展示了另一条“日出计划”航线，该航班于2019年11月14日起飞，11月15日降落，使用787-9飞机从伦敦希思罗机场直飞悉尼机场，机上共载有52名乘客。这次飞行共耗时19小时19分钟，飞行了17750公里。[46]2019年12月13日，澳航宣布，在此项目中胜出的飞机是空客A350-1000，在澳航的定制中该飞机将在原有的基础上增加一个额外的油箱，并略微增加最大起飞重量，以达到“日出计划”航线所要求的性能。[47]2020年5月5日，澳航集团首席执行官艾伦·乔伊斯宣布，由于新冠肺炎对全球旅行的影响，“日出计划”被暂停。[48]2022年5月2日，澳航正式向空客发出订单订购12架空客A350-1000，投入于“日出计划”中。[49]飞机上共有238个座位，分别为6个頭等艙、52个商務艙、40个優質經濟艙和140个普通經濟艙座位。
- 2018年，土耳其航空宣布计划开通伊斯坦堡—悉尼航线，大圆距离为14967公里，使用他们订购的波音787-9来执飞。[50]2022年6月，土耳其航空表示，公司正在重新评估使用A350-1000或777X飞机来运营这条航线。[51]
- 2019年11月，以色列航空宣布正在探索实验一条从特拉维夫至墨尔本的直飞航线，初步计划有3次往返“测试”航班，[52]大圆距离长达13736公里[53]。虽然机票于2019年12月开始销售，但紧接而来的新冠疫情对国际航班的影响，三个航班中只有第一个航班于2020年4月2日成功运营。它的实际飞行距离为14,760公里。[54]由于往返以色列的航班不允许穿越沙特阿拉伯或阿曼领空，实际飞行距离比航线的大圈距离长了1000公里。2022年7月，沙特阿拉伯首次向所有以色列的航空开放了领空[55]。2023年2月，阿曼向所有“合格的商业航空公司”开放了领空[56]，从而使这条航线的运营更接近可行性。但就在2022年7月，以色列航空就已宣布，他们将在“未来几个月”开通这条航线的定期航班。截至2023年2月，该航班仍未披露对外售票信息以及航班情况
- 2020年2月，美國航空宣布了西雅圖至班加羅爾之间的AA180/181航班，大圆距离13000公里。[57]该航班曾计划于2020年10月首航。但美航随后宣布，由于全球新冠疫情的影响，此航班的首飞将推迟到2021年10月。随后，美航宣布进一步推迟2021年的开通日期，直到美航明确表示不会在2021年开通，而是改为在2022年3月开通[58][59]。2022年1月，美航宣布该航线进一步延迟至2022年10月开通，并开始售票，[60]但到了2022年5月，美航宣布又叫停原先计划的2022年开通，并表示:“我们已经暂停开通西雅图和印度班加罗尔之间的定期服务，推迟到2023年夏天，因为这条航线需要经过正在发生军事冲突的空域，出于谨慎考虑，我们继续推迟了执行该航班。[61]截至2023年2月，该航班仍未计划在2023年恢复。
- 2021年5月，越南航空已获得越南政府批准[62]，使用其A350-900和787-9飞机执飞多条北美直飞航线，包括胡志明市至紐約-甘迺迪机场的长途航线，大圈距离为14,307公里，以及胡志明市到达拉斯/沃思堡，大圆距离14,557公里[63]。2021年11月，越南航空公司在胡志明市和旧金山之间开通了他们的首个跨太平洋航班。
- 2023年2月，澳洲航空首席执行官宣布，他们正在考虑使用即将交付的其余787-9飞机开通从珀斯到巴黎的直飞航班，其他欧洲目的地也可能在计划上。他表示：“目前我们正在与法國航空和其他欧洲航空公司讨论如何做到这一点”。[64]但由于珀斯机场的航站楼安排限制，澳航目前并没有给出进一步的承诺或预定的首飞日期。[65]